# La vaquilla
La vaquilla es un largometraje español de 1985 del director Luis García Berlanga que obtuvo enorme popularidad. El director valenciano ofrece una visión de la guerra civil española mediante una comedia protagonizada por un grupo de soldados republicanos infiltrados en zona sublevada.

## Sinopsis
Durante la guerra civil española, en una trinchera situada en el mismo Frente de Aragón, los altavoces del bando sublevado anuncian las fiestas religiosas de un pueblo próximo, donde se celebrará una corrida de toros. Los jefes militares republicanos encargados del sector deciden infiltrar un grupo de sus hombres en territorio enemigo para raptar a la vaquilla que será utilizada en la fiesta taurina, en un intento simultáneo por conseguir comida y terminar con la fiesta del bando sublevado.
Los soldados republicanos encargados de la misión, dirigidos por el brigada Castro (Alfredo Landa) y el teniente Broseta (José Sacristán) forman un grupo variopinto y cómico, alejados del estereotipo bélico; sus adversarios del bando sublevado aparecen también en toda su simpleza como aburridos de las trincheras, destruyendo en ambos casos el mito heroico pintado por las respectivas propagandas, como en la escena inicial donde el brigada republicano Castro se reúne con un suboficial de los sublevados para entregarle papel de liar a cambio de tabaco para fumar: en este caso la escasez de medios para sustentar el hábito de fumar lanza a soldados de ambos bandos a un clandestino trueque visto con una mirada cómica donde la pompa militar queda de lado, consumida por los deseos más ingenuos y primarios. El equipo de soldados infiltrados queda completado por el soldado Mariano (Guillermo Montesinos), nativo del pueblo a atacar, por el soldado Limeño (Santiago Ramos), quien dice ser un extorero, y por el soldado Cura (Carles Velat) apodado así por haber sido seminarista católico antes de ser reclutado. El grupo queda disfrazado con ropas del bando sublevado gracias a un sastre homosexual agregado a la tropa, apodado Piporra (Francisco Valdivia) a quien Castro detesta. Se muestra también el poco aprecio de Castro hacia el teniente Broseta, quien ha sido peluquero antes de la guerra y presuntamente ascendido a oficial por influencias políticas.
Una vez en el pueblo, los soldados protagonistas pasan por numerosas aventuras cómicas, ocultando su pertenencia al bando republicano, y tratando de apoderarse de la vaquilla que constituye la razón de sus esfuerzos. En un apretado microcosmos hallan un viejo militante republicano escondido por su esposa, cuya hija Guadalupe (Violeta Cela) a la vez es cortejada por un alférez de los sublevados (cuando había sido novia del soldado Mariano), a un sacerdote que enrola como monaguillo al soldado Cura cuando este le confiesa haber sido seminarista, y observan el disgusto del comprensivo y campechano comandante nacionalista del pueblo (Agustín González) contra un marqués (Adolfo Marsillach) que le suplica repetidas veces lanzar una ofensiva solo para que su enorme finca (cortada en dos por la línea del frente) pueda quedar por completo en la zona franquista. 
La cinta abandona los tópicos sobre el heroísmo guerrero de los bandos en pugna, mientras muestra el ángulo más absurdo de la guerra en clave de comedia, presentando las enemistades brutales e ilógicas que la guerra genera entre individuos agobiados por idénticos problemas y dilemas. Ejemplo de ello es la escena donde los soldados republicanos, agobiados por el calor, se lanzan desnudos a un estanque rural, solo para hallarse allí con soldados franquistas que también se arrojan al mismo estanque para nadar: el hecho que todos juntos confraternicen al estar solo vestidos con ropa interior o directamente desnudos hacen al brigada Castro meditar sobre el frío absurdo de la contienda, concluyendo que apenas un uniforme y unas insignias hacen la diferencia final entre ambos grupos de hombres. 
Tras un festejo en el poblado por la tarde, los soldados republicanos fracasan en su plan de robar la vaquilla en medio de la corrida de toros, donde el soldado Limeño muestra una verdadera habilidad para el toreo. Ante la insistencia de continuar con el plan del robo de la vaquilla antes la fiesta, el brigada Castro se indigna y se rebela contra el teniente Broseta en una jocosa escena con estos términos 

Cuidado conmigo mi teniente, ¡cuidado conmigo! ... Hemos corrido un encierro, nos hemos tragado una misa, hemos llevado una Virgen, hemos cargado con un marqués, ¡usted ha afeitado a un fascista!... a mí me han pegado una cornada, éste (Limeño) se ha cagado, a éste (Cura) lo han vestido de sacristán, y a éste (Mariano) le han puesto los cuernos, y todo por la jodida vaca...¡que le den mucho por el saco a la vaca! Yo me voy a comer

Al caer la noche, y con el riesgo de ser descubiertos, los soldados republicanos deben huir de vuelta a sus líneas pasando por la casa del Marqués, a quien toman de rehén y luego abandonan en una colina, alborozados al reconocer a sus compañeros esperándolos ya en sus posiciones, donde reciben una dura reprimenda del coronel republicano (Eduardo Calvo). En última instancia, el plan fracasa cuando la vaquilla (que en realidad era un toro) escapa del poblado y corre hacia la tierra de nadie situada entre ambas trincheras, donde el animal muere tras ser toreado por un matador por cada lado. Ni brinda una fiesta completa a uno de los bandos ni su preciada carne puede ser aprovechada por el otro y, en la mañana, una bandada de buitres leonados termina devorando al toro, como un símbolo de España, y de lo que le ocurría en aquellos años, indicando que en una guerra fratricida solo puede haber vencidos, El propio Berlanga señaló años después que dichos buitres representaban a la Iglesia católica, la cual pasaría a apoderarse del consumido país de posguerra durante la dictadura franquista.

## Reparto
| Actor                | Personaje                               |
| -------------------- | --------------------------------------- |
| Amelia de la Torre   | Adela                                   |
| Fernando Sancho      | Alcalde                                 |
| Juanjo Puigcorbé     | Alférez                                 |
| Luis Ciges           | Barbero                                 |
| Alfredo Landa        | Brigada Castro                          |
| Sergio Mendizábal    | Capellán castrense                      |
| Carlos Tristancho    | Cartujano                               |
| Agustín González     | Comandante del Bando sublevado          |
| Eduardo Calvo        | Coronel republicano                     |
| Amparo Soler Leal    | Encarna                                 |
| Violeta Cela         | Guadalupe                               |
| Ana Gracia           | Hermana del tonto                       |
| María Luisa Ponte    | Juana                                   |
| Santiago Ramos       | Limeño                                  |
| Guillermo Montesinos | Mariano                                 |
| Adolfo Marsillach    | Marqués                                 |
| Tomás Zori           | Matías                                  |
| Valeriano Andrés     | Párroco                                 |
| Francisco Valdivia   | Piporra                                 |
| Pedro Beltrán        | Roque                                   |
| Antonio Gamero       | Sargento franquista 1º                  |
| Rafael Hernández     | Sargento franquista 2º                  |
| Valentín Paredes     | Soldado en calzoncillos                 |
| Joan Armengol        | Soldado franquista 1º                   |
| Carles Velat         | Soldado republicano que fue seminarista |
| José Sacristán.      | Teniente Broseta                        |
| Fernando Sala        | Tonto del pueblo                        |
| María Elena Flores   | Vicenta                                 |

### Otros actores
- Luis Alegre (sin acreditar)

## Rodaje
Está rodada, en su mayor parte, en Sos del Rey Católico (Zaragoza) con la participación de una gran parte de su población en papeles de extras. El rodaje supuso en su momento todo un acontecimiento para el pueblo, que se volcó en el evento. Sin embargo, hubo problemas entre los actores y Berlanga durante el rodaje debido a sus planos-secuencias; Alfredo Landa dijo que tuvo que subir 41 veces a un cerro del lugar para que saliese bien la escena. En dicha localidad se celebró en el año 2010 el 25º aniversario del rodaje de la película, donde estuvieron presentes muchos de los actores y actrices de la película y a los que se homenajeó con un monumento en su honor.
El campamento republicano se rodó en el pueblo abandonado de Ruesta.
Al final resultó ser un producto difícil, contando con un presupuesto de 250 millones de pesetas (millón y medio de euros) y unos 500 extras, convirtiéndose en la película más cara de la historia del cine español; un año después la superaría El caballero del dragón de Fernando Colomo, con 300 millones de pesetas de presupuesto.
La canción del final es del cantante Angelillo.

### Galería de imágenes del rodaje

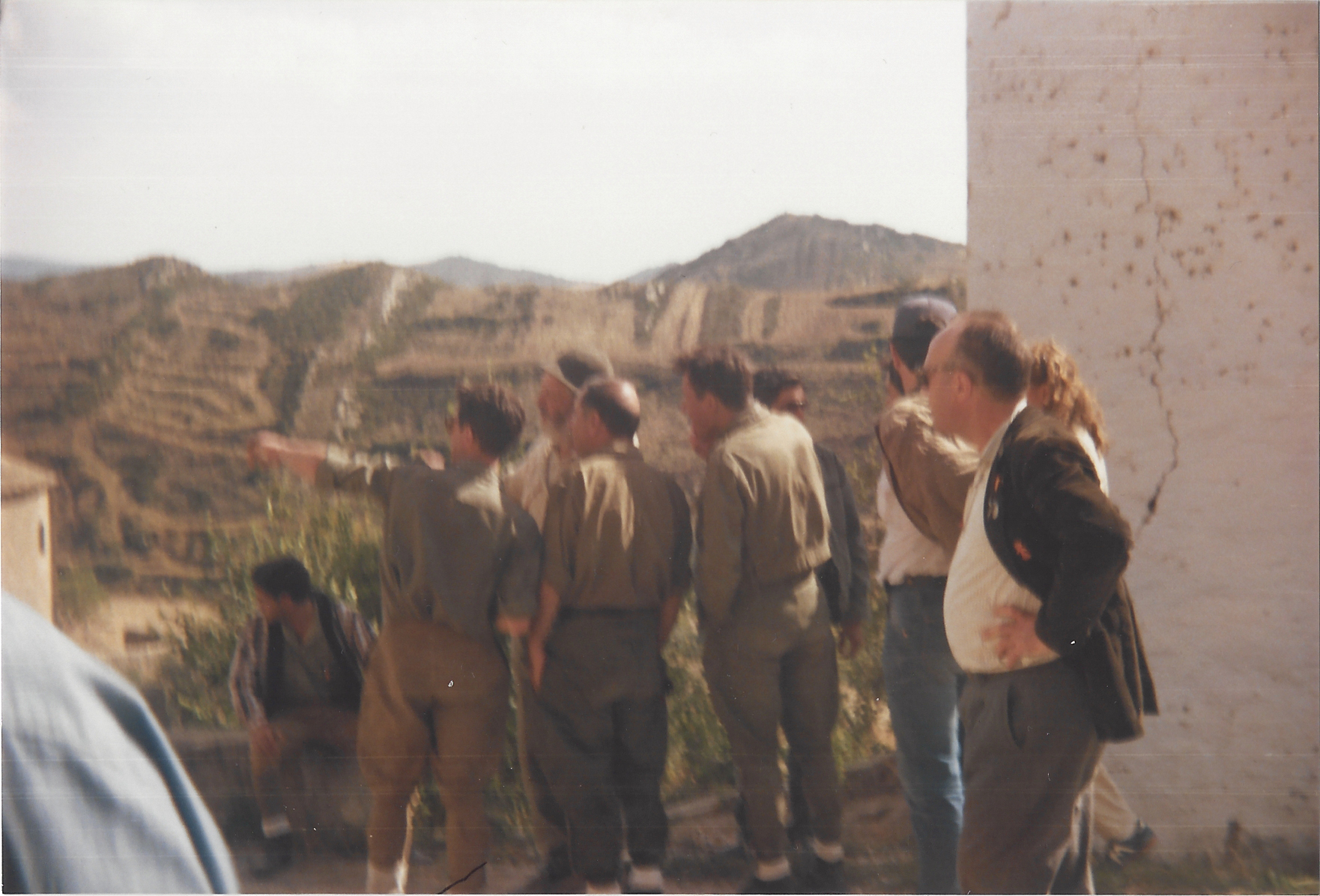
Guillermo Montesinos, Carles Velat, Luis García Berlanga, Alfredo Landa, José Sacristán, Miguel Gil, Mischa Muller, Fernando Sala y Yuyi Beringola.
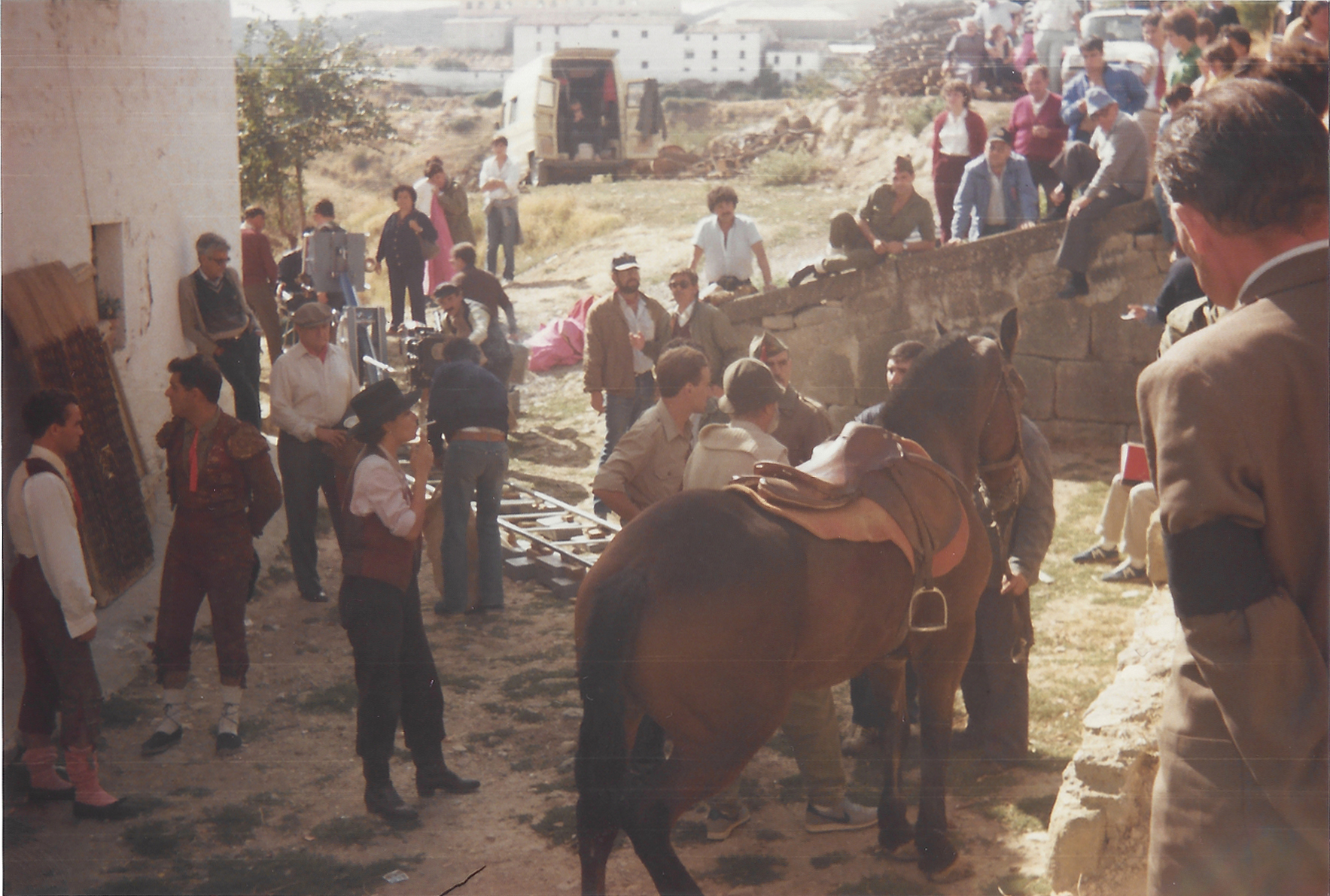
Delante de la pared: Carlos Tristancho, Santiago Ramos y Violeta Cela. Detrás del caballo: Juanjo Puigcorbé, Luis García Berlanga y Rafael Hernández.